# Micol Majori
Micol Majori (Milano, 4 giugno 1998) è una mezzofondista italiana, è stata campionessa italiana dei 5000 m piani nel 2022.

## Palmarès
| Anno | Manifestazione   | Sede      | Evento          | Risultato | Prestazione | Note                          |
| ---- | ---------------- | --------- | --------------- | --------- | ----------- | ----------------------------- |
| 2017 | Europei di cross | Šamorín   | Corsa Under-20  | 51ª       | 14'56"      |                               |
| 2019 | Europei di cross | Lisbona   | Corsa Under-23  | 43ª       | 23'10"      |                               |
| 2021 | Europei di cross | Dublino   | Staffetta mista | 8º        | 18'37"      |                               |
| 2023 | Europei indoor   | Turchia   | 3000 m piani    | Batteria  | 9'16"40     | [ 1 ]                         |
| 2024 | Europei          | Roma      | 5000 m piani    | 15ª       | 15'20"89    | Miglior prestazione personale |
| 2025 | Europei indoor   | Apeldoorn | 3000 m piani    | Batteria  | 9'13"01     |                               |

## Campionati nazionali
- 2 volte campionessa nazionale assoluta di corsa campestre nel cross corto (2024, 2025)
- 1 volta campionessa nazionale assoluta dei 5000 m piani (2022)

2013
- 14ª ai campionati italiani cadetti di corsa campestre - 7'27"

2016
- 14ª ai campionati italiani juniores (Bressanone), 1500 m piani - 4'46"41
- 6ª ai campionati italiani juniores (Bressanone), 3000 m piani - 11'22"01

2017
- Argento ai campionati italiani juniores indoor (Ancona), 800 m piani - 2'19"51
- Argento ai campionati italiani juniores (Firenze), 3000 m siepi - 10'55"57
- 5ª ai campionati italiani assoluti (Trieste), 3000 m siepi - 11'09"17

2018
- Bronzo ai campionati italiani promesse indoor (Ancona), 1500 m piani - 4'36"75
- Argento ai campionati italiani promesse indoor (Ancona), 3000 m piani - 10'02"30
- Argento ai campionati italiani promesse (Agropoli), 3000 m siepi - 10'56"28

2019
- 4ª ai campionati italiani promesse indoor (Ancona), 1500 m piani - 4'27"81
- 4ª ai campionati italiani promesse indoor (Ancona), 3000 m piani - 9'39"70
- 4ª ai campionati italiani assoluti indoor (Ancona), 1500 m piani - 4'25"00
- 6ª ai campionati italiani assoluti indoor (Ancona), 3000 m piani - 9'33"15
- 4ª ai campionati italiani promesse (Rieti), 5000 m piani - 16'42"53
- 4ª ai campionati italiani promesse (Rieti), 1500 m piani - 4'26"92
- 8ª nella Finale B ai campionati italiani assoluti (Bressanone), 1500 m piani - 4'37"18

2020
- Bronzo ai campionati italiani promesse indoor (Ancona), 1500 m piani - 4'29"45
- Oro ai campionati italiani promesse indoor (Ancona), 3000 m piani - 9'26"94
- 6ª ai campionati italiani assoluti indoor (Ancona), 1500 m piani - 4'25"34
- 4ª ai campionati italiani assoluti indoor (Ancona), 3000 m piani - 9'29"05
- 5ª ai campionati italiani assoluti (Modena), 1500 m piani - 4'23"61
- 10ª ai campionati italiani assoluti (Modena), 5000 m piani - 16'21"00

2021
- Bronzo ai campionati italiani assoluti indoor (Ancona), 1500 m - 4'17"55
- 4ª ai campionati italiani assoluti indoor (Ancona), 3000 m - 9'18"05
- Argento ai campionati italiani assoluti di corsa campestre, cross corto - 10'23"

2022
- 4ª ai campionati italiani assoluti indoor (Ancona), 1500 m - 4'20"69
- Argento ai campionati italiani assoluti indoor (Ancona), 3000 m - 9'13"01
- Oro ai campionati italiani assoluti (Rieti), 5000 m - 16'00"08
- 6ª ai campionati italiani assoluti (Rieti), 1500 m - 4'17"11

2023
- 5ª ai campionati italiani assoluti indoor (Ancona), 1500 m - 4'17"15
- Bronzo ai campionati italiani assoluti indoor (Ancona), 3000 m - 9'19"09
- Bronzo ai campionati italiani assoluti di corsa campestre (Gubbio), cross corto - 10'36"
- 5ª ai campionati italiani assoluti (Molfetta), 5000 m piani - 16'19"93
- 4ª ai campionati italiani assoluti (Molfetta), 1500 m piani - 4'13"35

2024
- 6ª ai campionati italiani assoluti indoor (Ancona), 3000 m piani - 9'00"35
- 4ª ai campionati italiani assoluti indoor (Ancona), 1500 m piani - 4'14"62
- Oro ai campionati italiani assoluti di corsa campestre (Cassino), cross corto - 10'21"
- Bronzo ai campionati italiani assoluti (La Spezia), 5000 m piani - 15'37"91

2025
- Argento ai campionati italiani assoluti indoor (Ancona), 3000 m piani - 9'06"44
- Bronzo ai campionati italiani assoluti indoor (Ancona), 1500 m piani - 4'15"66
- Oro ai campionati italiani di corsa campestre (Cassino), cross corto - 10'03"
- Argento ai campionati italiani assoluti (Caorle), 5000 m piani - 15'04"32
- Bronzo ai campionati italiani assoluti (Caorle), 1500 m piani - 4'08"17

## Altre competizioni internazionali
2021
- 5ª nella Super League degli Europei a squadre ( Chorzów), 3000 m piani - 9'17"53
- 15ª alla Cinque Mulini ( San Vittore Olona) - 21'43"

2022
- 13ª alla BOclassic ( Bolzano), 5 km - 17'03 "

2024
- 12ª alla Cinque Mulini ( San Vittore Olona) - 19'58"
- 5ª alla BOclassic ( Bolzano) - 16'11"